# Villeneuve, Broye
Villeneuve là một đô thị thuộc huyện Broye, ở bang Fribour, Thụy Sĩ.